# 安大略省財政廳
安大略省財政廳（英文：Ministry of Finance，亦譯安大略省財政部門），是安大略省政府其中一個部門，負責管理加拿大安大略省的財政、金融和相關監管事物。該部門以前在英文名為Treasurer of Ontario，但後來為標準化所有加拿大省份部門名稱的緣故，改為現名。

## 历史
1867年至1993年期間，該部門部長被稱為Treasurer或Provincial Treasurer。
1956年，該部門改名為Ministry of Economics，而部長被稱為Minister in charge of Economics，以之替前Treasurer之稱。1961年1月至12月，部門又改名為Ministry of Economics and Federal and Provincial Relations，而由1961年起部長稱為Treasurer，1968年之後亦持有Minister of Economics之類的次要名義。自1978年到1981年，Frank Miller只有Minister of Economics之稱，1981年又添加Treasurer之名。1960年代和1970年代部長有時亦持有Chairman of the Management Board of Cabinet、Chairman of the Treasury Board或Minister of Revenue的名義。近來，Greg Sorbara當為Finance Minister，還有Chair of the Management Board和Chair of the Treasury Board的名稱。
1993年，Treasurer和Minister of Economics兩職正式結合，改名為Minister of Finance。
2007年初，道爾頓·麥堅迪省長將安省稅收徵管功能由財政部門分開，興起稅收廳，成為安省政府自1993年以來第一次有稅收部門存在。不過2011年安省選舉以後，稅收廳再次融入財政廳

## 外部連結
- 安大略省財政廳官網（英文、法文） （页面存档备份，存于）